# Kemberg
Kemberg é uma cidade da Alemanha localizada no distrito de Wittenberg, estado de Saxônia-Anhalt.
Pertence ao Verwaltungsgemeinschaft de Kemberg.